# 贝恩高
贝恩高是德国巴伐利亚州的一个市镇。总面积27.12平方公里，总人口2515人，其中男性1256人，女性1259人（2011年12月31日），人口密度93人/平方公里。